# Ichneumon praestolatorius
Ichneumon praestolatorius är en stekelart som beskrevs av Müller 1776. Ichneumon praestolatorius ingår i släktet Ichneumon och familjen brokparasitsteklar. Inga underarter finns listade i Catalogue of Life.